# Koraal Partir
Koraal Partir – miejscowość (plaats) i osada (buurt) w dystrykcie Bandariba, w kraju autonomicznym Curaçao, należącym do Holandii, w Ameryce Południowej. 20 października 2023 r. liczyła 3818 mieszkańców.  

## Osady
Dziewięć osad (wijk) wchodzi w skład miejscowości:
| Lp. | Nazwa                    | Powierzchnia km² | Liczba mieszkańców |
| --- | ------------------------ | ---------------- | ------------------ |
| 1.  | Abrahamsz                | 0,29             | 573                |
| 2.  | Esperanza bij Minguelito | 0,06             | 98                 |
| 3.  | Jan Luis                 | 1,20             | 321                |
| 4.  | Koraal Partir            | 0,53             | 911                |
| 5.  | Minguelito               | 0,44             | 426                |
| 6.  | Popo                     | 0,53             | 358                |
| 7.  | Santa Catharina          | 6,31             | 862                |
| 8.  | Seru Pretu bij Jan Luis  | 0,33             | 271                |
| 9.  | Vetter                   | 0,22             | 139                |